# 環境DNA

動画のように魚が水中で移動するとき、様々なかたちでDNAが水中に放出される。時間とともにDNAは分解されていくが、その前に水サンプルを採取しそこからDNAを検出することで、魚の存在を証明することができる。これが環境DNA分析の原理である。

環境DNA（かんきょうディーエヌエー）または英語の略称でeDNA (environmental DNA) とは、土壌や水などのさまざまな環境中から採取される、そこに生息する生物由来のDNAのことである。環境DNAを解析することで、その環境に生息する、または過去に生息していた生物を網羅的に特定したり、ある特定の種が生息しているかどうかを判定できる手法が開発されており、保全生物学、生態学、系統分類学、微生物学、古生物学などの分野の研究に利用されている。

## 定義と概要
環境DNAとは、個々の生物個体からではなく、土や海水、雪、あるいは大気といった環境サンプルから採取されるDNAのことである。環境中には様々な生物が存在するが、彼らはつねにDNAを周囲に放出しており、環境中にはそれが蓄積していく。例えば、動物の場合であれば排泄物や粘液、配偶子、剥がれた落ちた皮膚や体毛、そして死体などを通じてDNAが放出される。そうしたDNAサンプルはハイスループットなDNAシーケンシング技術によって網羅的に分析することが可能である。それにより、ある特定の種がその環境に存在するかを調査できるだけでなく、環境中に存在する生物種を網羅的に特定したり（メタバーコーディング）、メタゲノミクス解析を行うなどして、その環境の生物多様性を迅速に把握することができる。
サンプル中に含まれるDNAから各種を正確に識別するには、DNAバーコーディングの手法、すなわち、これまでに研究されてきたDNAのデータベースと照らし合わせることで種を同定するという手法が用いられる（例: BLAST)。

## 使用されるサンプル
研究がよく進んでいる環境DNAの分析対象となるサンプルとして土壌と水が挙げられるが、その中でも用途は極めて多様で、現在までに海水や河川、湖沼の水、海底や湖沼の堆積土、永久凍土など従来の方法では解析の難しいものも含めた様々な環境の分析に用いられ始めている。

### 陸上の堆積物
従来の土壌微生物のDNA解析においては、それぞれの微生物を単離培養することが必要だった。しかし、そうした培養を用いた研究には限界がある。というのも、研究者は各微生物が実際に生きている環境を再現しようと試みてはいるものの、多くの微生物は研究室内で培養するのが困難であるからである。そのため単離培養を必要としない環境DNAを用いた研究は土壌微生物の研究において非常に重要なツールになることが期待されている。例えば、環境DNAを用いることにより、過酷な環境で生息する微生物の網羅的な遺伝学的解析がはじめて可能になった。現生の、あるいは絶滅した哺乳類や鳥類、昆虫、植物由来のDNAを含む堆積岩についても、環境DNAの分析が行われた例がある。また、現生の森林生態系の研究においても、鳥や哺乳類、菌類、その他無脊椎動物などから放出されたDNA全てを含む森林土壌の環境DNAが解析に用いられている。

### 水中の堆積物
堆積物の環境DNAを分析する手法は古代の生物多様性を研究するために水中堆積物の研究にも用いられている。水中の堆積物は低酸素状態に晒されているため、DNAの分解があまり進んでいないという利点がある。古い時代を対象にした研究だけでなく、現在の生態系を対象にした解析についても比較的高い感度で行うことができる。通常の水サンプルはDNAの分解が比較的早く進んでしまうが、水中の堆積物を利用した方法なら、ある生物が存在した2か月後であっても、解析に堪えるDNAを得ることができる。

### 水
水中における堆積物の研究についても環境DNAの研究は有用だが、水自体からそのまま環境DNAを採取する手法も現在では研究に用いられている。環境DNAにまつわる技術が開発される以前は、水環境の生態系を研究する手法は、網や罠などの方法によって生物を直接採取する方法が中心であり、高い技術を持った人材や大きな費用、そして長い時間が必要とされていた。一方、環境DNAの分析に必要なのは水サンプルだけであり、圧倒的に簡便な方法だと言える。当初影響が懸念されていた水のpHの影響もあまり受けず、高感度で比較的簡単にDNAを検出することが現在では可能となっている。水中では環境DNAは比較的すぐ分解されてしまうが、このことは逆に現在生息している種のDNAのみを検出できるという意味で、保全生物学などの研究には好都合である。水中に生息する生物のDNAの他にも、森林の水場から、そこで水を飲んだり水浴びをした陸生哺乳類のDNAを検出できることも報告されている。

### 雪
降雪地帯の野生動物研究者の間では、研究対象の生き物の遺伝学的情報を集めるのに、雪から抽出した環境DNAが用いられている。足跡のついた積雪から採取したDNAを分析することで、ホッキョクグマやホッキョクギツネ、オオヤマネコ、クズリといった動物の存在を裏付けることができる。

## 応用例
環境DNAは現在では様々な生物種のモニタリングに役立っている。これまでに環境DNAの分析により水草、魚類、イガイ、菌類、そして寄生虫といった様々な系統の生物を環境中から同定する試みが成功している。例えば2015年には、日本のグループが海水から採取した環境DNAをもとに生息している魚類を特定する技術を開発し、沖縄県の美ら海水族館の水槽で実証実験を行ったところ、飼育されている90%以上の種を正確に検出できたという報告がなされた。
環境DNAの分析は将来性の高い技術であり、普通種のモニタリングだけでなく、例えば絶滅の危機に瀕しているような種の存在を遺伝学的な手法で正確に検出し、その情報を保全に役立てることもできる。環境DNAの手法を用いれば生きた生物を採取しなくても生物のモニタリングができるため、危険な生物や、捕獲の困難な生物、あるいは絶滅の危機に瀕した生物に対して人が直接関わることなく調査することが可能となる。また、まだあまり研究の進んでいない生物種について個体群サイズやその分布、個体群動態といった情報を収集するのにも、環境DNAの分析は非常に有用である。
環境DNAを用いた解析は感度が高く、ある種の存在を証明するデータをとるのにも土や水のサンプルを採取するだけで済みあまり労力がかからないことから、個体数の少ない生物を研究するのに特に有用である。特に近年ではDNAシーケンシング技術が飛躍的に発達しているため、採取後の解析もより安価に、効率的に行えるようになっている。
環境DNAの検出においては、生息数の少ない生物を能動的・あるいは受動的に検出することができる。能動的な検出においては、ある特定の種、あるいは分類群を対象に、非常に感度が高く、かつ特異性も高いリアルタイムPCRなどで定量的にDNAを検出する方法が用いられる。受動的な検出方法では、標的をあらかじめ定めることなく、大規模並行 DNAシーケンシングにより全てのDNA分子を解析するという方法がとられる。